# بيرازولون
بيرازولون قالب:إنج: '''Pyrazolone''' عبارة عن حلقة غير متجانسة مكونة من 5 أعضاء تحتوي على ذرتين نيتروجين متجاورتين. يمكن أن ينظر إليه على أنه مشتق من البيرازول الذي يمتلك مجموعة كيتون (= O) إضافية.

## هيكل وتوليف
يمكن أن يوجد البيرازولون في 3-ايزومرات: 3-بيرازولون و4-بيرازولون و5-بيرازولون. ويمكن لهذه الأيزومرات تحول بيني عبر اكتام-اكتيم وإمين-إنامين صنوانية . هذه التحويلات في كثير من الأحيان تعرض الفوتوكرومية . بالنسبة لمشتقات البيرازولون، يمكن تثبيت شكل 5 بيرازولون باستخدام بدائل N-alkyl أو N-aryl.
تم الإبلاغ عن تخليق البيرازولونات لأول مرة في عام 1883 بواسطة لودفيج كنور، عن طريق تفاعل التكثيف بين أسيتو أسيتات الإيثيل وفينيل هيدرازين . 

## تطبيقات

### الصيدلة

خافضات الحرارة (فينازون):أقدم عقار قائم على بيرازولون

بيرازولونات هي من بين أقدم الأدوية الاصطناعية، بدءا من إنتاج خافضات الحرارة (فينازون) في عام 1880.   ومركبات تعمل عموما كمسكنات وتشمل ديبيرون (ميتاميزول)، الامينوبيرين، أمبيرون، famprofazone، morazone، نيفينازون، بيبيرلون وبروبيفينازون . من بينهم ربما الأكثر استخداما الديبيرون. 

### الأصباغ
مجموعات بيرازولون موجودة في العديد من الأصباغ المهمة. يشيع استخدامها مع مجموعات الآزو لإعطاء عائلة فرعية من أصباغ الآزو؛ يشار إليها أحيانًا بالأزوبيرازولونات ( التارتازين، البرتقالي ب، الأحمر اللاذع رقم 19، الأصفر الأصفر 2G ).

### المرتبطات
تمت دراسة بيرازولونات على أنها المرتبطات. 

## روابط خارجية
- Pyrazolones في المكتبة الوطنية الأمريكية للطب نظام فهرسة المواضيع الطبية (MeSH).

- Pubchem - 3-بيرازولون
- Pubchem - 5-بيرازولون